# KCB 77

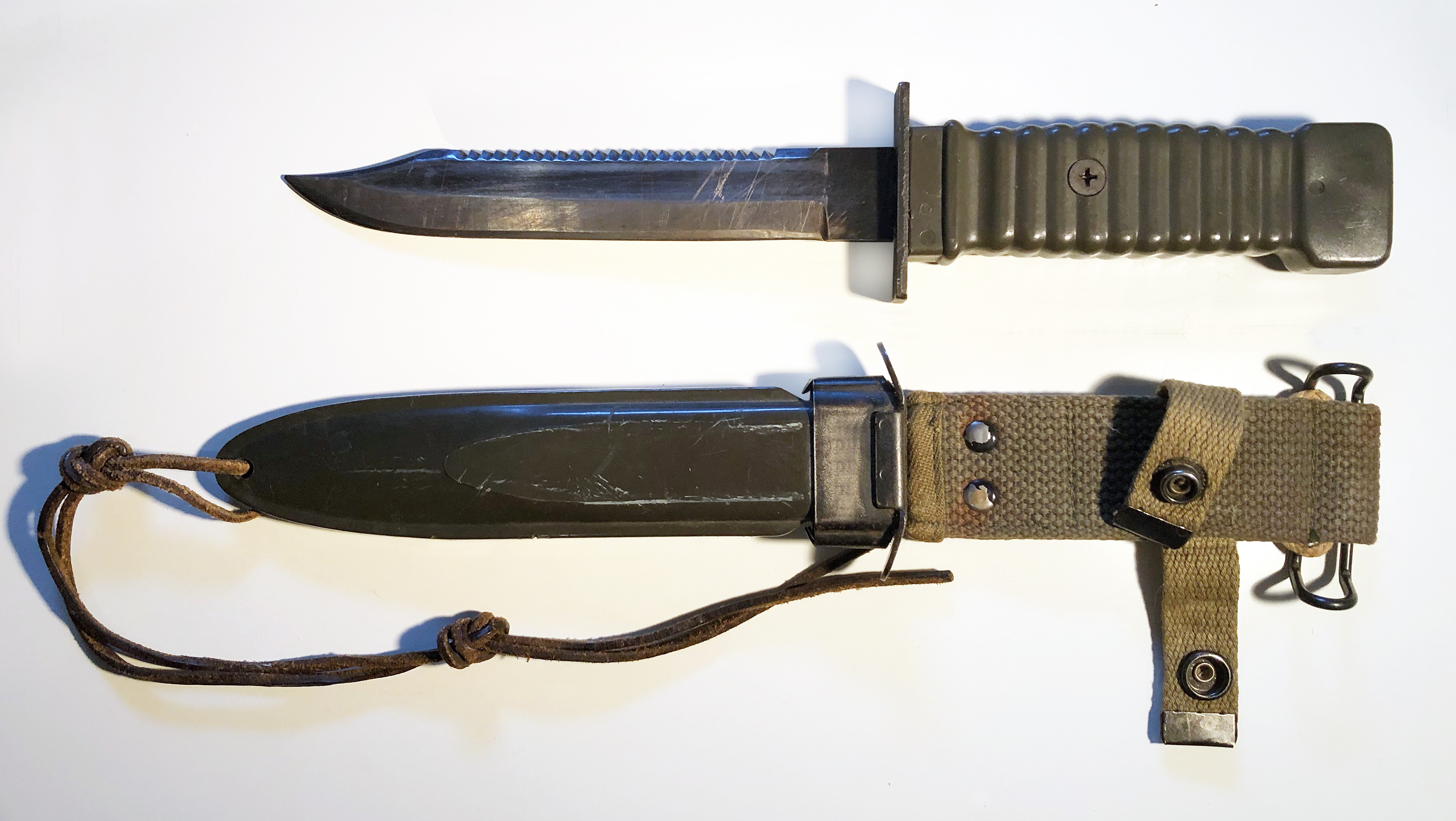
Ausführung des KCB 77 als Outdoormesser für den zivilen Markt, als “Eickhorn ACK” (Modell von 1984)

Das KCB 77 (englisch Abkürzung für „Knife-Cutter-Bayonet 1977“ im Sinne von „Messer-Drahtschere-Bajonett 1977“) ist ein Bajonett und Mehrzweckmesser des Herstellers Carl Eickhorn aus Solingen. Es trägt die NATO-Versorgungsnummer NSN1095-12-353-9348.

## Geschichte und Verwendung
In den Niederlanden gab es ab Ende der 1960er Jahre die Idee, die Armee mit modernen Waffen auszustatten. Hierfür wurde das Post-70 Soldier-Programm ins Leben gerufen. Im Jahre 1967 lizenzierte die niederländischen Firma N.V. Nederlandsche Wapen- en Munitiefabriek (NWM) die Rechte an dem Gewehrsystem Stoner 63.  Um mit dem neuen Gewehr auch ein Bajonett anbieten zu können ging NWM eine Kooperation mit dem deutschen Messerhersteller Carl Eickhorn ein.
Das KCB 70 für das Stoner 63 wurde im Jahr 1970 konzipiert. Das Design basiert auf dem AK-Bajonett. Die Idee das Kalaschnikow-Bajonett als Muster zu verwenden stammt von Henk Visser, einem damals bekannten Waffensammler, der im Aufsichtsrat der NWM war.
Es hat eine 18 cm lange Hechtklinge und kann zusammen mit der Scheide als Drahtschere eingesetzt werden. Neben der Version M1 für Stoner 653 bzw. M-16 entwickelte Eickhorn auch die Modele M2 für FN FAL und M3 für das G3.
NWM konnte für das Stoner 63 keine Abnehmer finden; zwar setzten die Amerikaner die Waffe in geringem Umfang im Vietnamkrieg ein, aber Bajonette wurden nicht offiziell ausgegeben. Eickhorn konnte das KCB 70 auch für andere Gewehre nicht auf Markt etablieren. Das Unternehmen musste Insolvenz anmelden und schloss im Jahre 1975. Die Nachfolgegesellschaften waren Gesellschaft für Metallverarbeitung (GMS) sowie A. Eickhorn GmbH & Co. für Schneidwaren und Waffen (AES). Beide produzierten eine verbesserte Version des KCB 70, das KCB 77, so wurde vor allem der brüchige Kunststoff des Griffes modifiziert. GMS musste eine eigene Version der Drahtschere entwickeln, weil die Patentrechte bei AES lagen. Nach nur wenigen Jahren, musste auch GMS 1981 Insolvenz anmelden während AES weiter produzierte. Das KCB 77 wurde auf dem Markt recht erfolgreich. Im Jahre 1986 verlor AES mit dem KCB 77 die Ausschreibung um das M-9 Multipurpose Bayonet System für das amerikanische Militär. Daraufhin entschied sich AES das Bayonet System 2000 mit modernen Materialien als Nachfolger zu entwickeln.
Das KCB 77 wird und wurde von verschiedenen Streitkräften in aller Welt verwendet. Beim spanischen Militär ist es als KCB–77 M1/KH-JS bekannt. Die Heere Irlands und Australiens führten das KCB77M1 für das Steyr AUG Sturmgewehr. Die Niederländer haben das KCB 77 ab 2004 durch das B 2000 ersetzt.

## Varianten
- KCB-77 M1 für Colt M16, Colt M4 und Steyr AUG
- KCB-77 M2 für FN FAL
- KCB-77 M3 für HK G3
- KCB-77 M4 für M1 Carbine
- KCB-77 M5 für SIG 550
- KCB-77 M6 für Karabiner 98k
- KCB-77 M7 für Kalaschnikow

Es gibt weiter Varianten für die folgenden Sturmgewehre: Diemaco C7, Diemaco C8, IMI Galil AR, IMI Galil ARM, IMI Galil SAR, Beretta AR70/90 , FN FNC
Das KCB 77 wird als Outdoormesser unter der Bezeichnung “Eickhorn ACK” (Advanced Combat Knie) für den zivilen Markt angeboten (mit geändertem Griff u. Scheide, sowie ohne Wire-Cutter-Funktion).